# Fazendo as Malas
Fazendo as Malas é um livro de Danuza Leão, lançado em 2008, que relata viagem da autora, trazendo dicas de hotéis, restaurantes, passeios e compras. Foi o décimo quarto livro mais vendido no Brasil em 2009 na categoria "Não-ficção", conforme levantamento da Revista Veja.